# Ana Carolina (cineasta)
Ana Carolina Teixeira Soares (São Paulo, Brasil, 27 de setembre de 1943), coneguda simplement com Ana Carolina, és una directora i guionista brasilera, que també ha exercit en menor mesura com a compositora, muntatgista i productora.

## Biografia
Filla de Mario i Alice, dos comerciants, va néixer el 27 de setembre de 1943 a la ciutat brasilera de São Paulo. Va assistir al Colégio Visconde de Porto Seguro i posteriorment a la Universitat de São Paulo, on va estudiar Fisioteràpia i es va especialitzar en la paràlisi cerebral. També va estudiar cinema a l'Escola Superior de Cinema de São Luís.
Va debutar com continuista en la pel·lícula As Amorosas (1968), de Walter Hugo Khouri, i, aquest mateix any, va compondre la música i co-va escriure i co-va produir al costat de Paulo Rufino el curtmetratge documental Lavra-Dor. Va debutar com a directora en la pel·lícula Indústria (1969), a la qual van seguir una sèrie de documentals, com Guerra de Paraguay, Pantanal, etc. El 1974 va funda la productora Crystal Cinematográfica, al costat de Jorge Durán i Murilo Salles. A la fi dels setanta va ser l'autora d'un llargmetratge de ficció surrealista: Mar de Rosas (1977). Anys després, el 1982, va dirigir i escriure Das Tripas Coração, que va ser nominada al Kikito de Ouro com a millor pel·lícula i per la qual va guanyar el premi a la millor directora.

## Filmografia
| Amy  | Pel·lícula                                             | Paper       | Paper     | Paper     | Paper       | Paper      | Notes                                  |
| Amy  | Pel·lícula                                             | Compositora | Directora | Guionista | Muntatgista | Productora | Notes                                  |
| ---- | ------------------------------------------------------ | ----------- | --------- | --------- | ----------- | ---------- | -------------------------------------- |
| 1968 | As Amorosas                                            |             |           |           |             |            | Va exercir com a continuista.          |
| 1968 | Lavra-Dor                                              | Sí          |           | Sí        |             | Sí         |                                        |
| 1969 | Indústria                                              |             | Sí        |           |             |            |                                        |
| 1969 | Monteiro Lobato                                        |             | Sí        | Sí        | Sí          |            |                                        |
| 1970 | Guerra do Paraguay                                     |             | Sí        | Sí        | Sí          | Sí         |                                        |
| 1970 | Três Desenhos                                          |             | Sí        |           |             |            |                                        |
| 1971 | Pantanal                                               |             | Sí        | Sí        |             | Sí         |                                        |
| 1972 | Herança do Nordeste                                    | Sí          |           |           |             |            | Segment Casa de Farinha.               |
| 1974 | Getúlio Vargas                                         |             | Sí        | Sí        |             |            |                                        |
| 1977 | Mar de Rosas                                           |             | Sí        | Sí        |             | Sí         | No va ser acreditada com a productora. |
| 1978 | Nelson Pereira dos Santos Saúda o Povo e Pede Passagem |             | Sí        | Sí        |             |            |                                        |
| 1982 | Das Tripas Coração                                     |             | Sí        | Sí        |             |            |                                        |
| 1987 | Sonho de Valsa                                         |             | Sí        | Sí        |             |            |                                        |
| 2000 | Amélia                                                 |             | Sí        | Sí        |             |            |                                        |
| 2003 | Gregório de Mattos                                     |             | Sí        | Sí        |             |            |                                        |